# Judith Jamison
Pour les articles homonymes, voir Jamison.
Judith Jamison, née le 10 mai 1943 à Philadelphie (Pennsylvanie) et morte le 9 novembre 2024 à New York (État de New York), est une danseuse et chorégraphe américaine, directrice artistique de l'Alvin Ailey American Dance Theater.

## Biographie
Judith Ann Jamison est la fille de Tessie Brown Jamison et John Jamison Sr. Elle grandit à Philadelphie en Pennsylvanie avec ses parents et son frère aîné. Son père lui apprend à jouer du piano et du violon. Dès son plus jeune âge, elle est exposée à la prolifique culture artistique de Philadelphie. À l'âge de six ans, elle débute sa formation en danse à la Judimar School of Dance.
Judith Jamison a été brièvement mariée à Miguel Godreau, un danseur de l'Alvin Ailey Dance Theater, de 1972 à 1974, date à laquelle le mariage a été annulé.

### Formation
Judith Jamison étudie à la Judimar School of Dance avec Marion Cuyjet, qui devient l'une des premiers mentors de la danseuse. Sous la tutelle de Marion Cuyjet, elle travaille le ballet classique et la danse moderne. Les studios de la Judimar sont réputés et les cours de Marion Cuyjet sont empreints de performances artistiques et de théâtralité.
À l'âge de huit ans, elle commence à danser sur les pointes, à suivre des cours de claquettes et d'acrobatie, et à sa familiariser avec la technique Dunham, mise au point par la danseuse et chorégraphe afro-américaine, Katherine Dunham.
Quelques années plus tard, Marion Cuyjet soutient les démarches de Judith Jamison pour parfaire sa formation en danse auprès d'autres professeurs. Elle apprend la méthode Cechetti avec Antony Tudor, fondateur de la Philadelphia Ballet Guild, et étudie avec Delores Brown Abelson, une diplômée de la Judimar School of Dance qui a poursuivi une carrière de danseuse à New York, avant de revenir à Philadelphie pour enseigner. Tout au long du lycée, Judith Jamison a également été membre de nombreuses organisations artistiques et sportives, du Glee Club au Philadelphia String Ensemble. Elle étudie l'eurythmie et la gymnastique rythmique de Émile Jaques-Dalcroze, un système qui enseigne le rythme par le mouvement.
À l'âge de 17 ans, Judith Jamison est diplômée de la Judimar School of Dance t commence ses études à l'Université Fisk. Après trois semestres, elle est transférée à la Philadelphia Dance Academy, devenue l'University of the Arts, où elle étudie la danse avec James Jamieson, Nadia Chilkovsky et Yuri Gottschalk. En plus des cours de technique, elle suit des cours de labanotation, de kinésiologie et d'autres études sur la danse. À cette époque, elle apprend également la technique Horton par Lester Horton auprès de Joan Kerr, qui exige beaucoup de force, d'équilibre et de concentration.

### Carrière

#### Découverte par Agnes de Mille
En 1964, Agnes de Mille remarque Judith Jamison lors d'une classe de maître, et l'invite à venir à New York pour jouer dans The Four Marys, une nouvelle œuvre qu'elle chorégraphie pour l'American Ballet Theatre.
Judith Jamison accepte immédiatement l'offre et passe les mois suivants à travailler avec la compagnie. Lorsque les représentations se terminent et qu'elle se retrouve à New York sans emploi, elle se présente à une audition organisée par Donald McKayle. Elle pense avoir rater son audition, cependant quelques jours plus tard, un ami de Donald McKayle, le danseur et chorégraphe, Alvin Ailey, la contacte pour lui proposer une place dans sa compagnie, la Alvin Ailey American Dance Theater.

#### Tournée en Europe et en Afrique
Judith Jamison fait sa première apparititon avec la Alvin Ailey American Dance Theater avec le spectacle Congo Tango Palace au Harper Theater Dance Festival de Chicago en 1965. En 1966, elle prend part à une tournée en Europe et en Afrique avec la compagnie. Judith Jamison a toujours été très intéressée par l'identité africaine, ce voyage en Afrique avec la compagnie est l'occasion pour elle de s'imprégner de cette culture. À la suite de difficultés financières, la Alvin Ailey American Dance Theater est contrainte de suspendre ses représentations.

#### Période au Harkness Ballet
Pendant cette période, Judith Jamison danse avec le Harkness Ballet, et travaille comme assistante du directeur artistique. Elle réintègre la Alvin Ailey American Dance Theater dès sa reformation en 1967. Elle passe les treize années suivantes à danser pour la compagnie, soit plus de soixante-dix ballets interprétés dont les oeuvres Blues Suite et Revelations.

#### Retour à la Alvin Ailey American Dance Theater
Avec la compagnie, elle participe de nombreuses tournées aux États-Unis et en Europe, ainsi que derrière le rideau de fer, en Asie et en Turquie. Elle se produit régulièrement en Allemagne, un pays qui devient selon ses dires, sa « deuxième maison »,.
Le 4 mai 1971, Judith Jamison crée le célèbre solo Cry. Alvin Ailey a chorégraphié cette danse de seize minutes comme cadeau d'anniversaire pour sa mère, Lula Cooper, et l'a ensuite dédiée à « toutes les femmes noires du monde, en particulier les mères ». La chorégraphie célèbre le parcours d'une femme qui sort d'un monde troublé et douloureux et qui trouve la force de vaincre et de conquérir. Jusqu'à la première, Judith Jamison n'a jamais exécuté la pièce du début à la fin.
Cry est devenue sa pièce emblématique, et sa performance a été ovationnée et acclamée par la critique lors de la première, ce qui a valu une grande renommée et une reconnaissance dans le monde de la danse. Aujourd'hui, Cry reste l'une des pièces préférées du public et figure toujours au répertoire de la compagnie.

#### Collaborations et performances
Tout au long de ses années avec l'Alvin Ailey American Dance Theater, Judith Jamison continue à danser dans le monde entier. Parallèlement à son travail avec la compagnie d'Alvin Ailey, elle se produit en tant qu'artiste invitée avec le Ballet Cullberg, le Ballet royal suédois, le San Francisco Ballet et de nombreuses autres compagnies. Elle danse aux côtés de nombreux danseurs de renom, dont la légende du ballet Mikhail Baryshnikov, dans un duo intitulé Pas de Duke, chorégraphié par Alvin Ailey en 1976.
En 1980, Judith Jamison quitte la compagnie Alvin Ailey American Dance Theater pour jouer dans la comédie musicale Sophisticated Ladies, à Broadway. Il s'agit de la première expérience scénique de la danseuse en dehors du domaine de la danse de concert, et elle admet que cela a été très difficile pour elle au début. Il s'agissait d'une atmosphère de spectacle complètement différente, qui exigeait toute une série de nouvelles compétences.

#### Directrice artistique émérite de la Alvin Ailey American Dance Theater
En 1988, Judith Jamison retourne à l'Alvin Ailey American Dance Theater en tant qu'associée artistique. À la mort d'Alvin Ailey, le 1er décembre 1989, elle assume le rôle de directrice artistique et consacre les vingt-et-une années suivantes de sa vie au succès de la compagnie. En paralallèle des grands classiques du répertoire de la troupe, elle chorégraphie de nouvelles pièces telles que Forgotten Time, Hymn, Love Stories et Among Us.
En juillet 2011, Judith Jamison devient directrice artistique émérite, et nomme Robert Battle au poste de directeur artistique désigné.

#### Le projet Jamison
En parallèle de sa carrière de danseuse en compagnie, Judith Jamison souhaite avoir la possibilité de travailler avec son propre groupe de danseurs. Elle commence à donner des cours de maître au Jacob's Pillow en 1981, avant de chorégraphier ses propres œuvres. Dans ses chorégraphies, elle représente des femmes fortes et autonomes. Elle forme par la suite The Jamison Project avec un groupe de danseurs animés d'un fort désir de travailler et d'apprendre.
La première de ce projet a lieu le 15 novembre 1988 au Joyce Theater de New York, avec des œuvres telles que Divining, Time Out et Tease. Judith Jamison invite également des chorégraphes, dont Garth Fagan, à créer des œuvres pour la compagnie.

## Reconnaissance
En 1992, Judith Jamison a été intronisé membre honoraire de la sororité Delta Sigma Theta. En 1993, elle publie avec Howard Kaplan son autobiographie Dancing spirit : an autobiography aux éditions Doubleday.

## Prix
- 1990 : Candace Award, Arts, National Coalition of 100 Black Women
- 1992 : Prix Golden Plate de l'American Academy of Achievement
- 1998 : Plus jeune personne à recevoir le Dance USA Award
- 1998 : Prix des arts du gouverneur de l'État de New York 
- 1999 : Kennedy Center Honors pour sa contribution à la culture américaine par la danse
- 1999 : Primetime Emmy Award et American Choreography Award pour son travail sur le documentaire A Hymn for Alvin Ailey
- 2001 : National Medal of Arts
- 2002 : Honorée par le Théâtre national du Ghana
- 2004 : Prix Paul Robeson de l'Actors' Equity Association
- 2007 : Bessie Award pour son engagement en faveur du développement de la danse et des arts
- 2008 : Diplôme honorifique de l'université Brown en beaux-arts
- 2009 : The BET Honors, un hommage à la réussite de personnalités afro-américaines 
- 2009 : Inscrite sur la liste TIME 100 : The World's Most Influential People
- 2010 : Prix Phoenix du Congressional Black Caucus
- 2010 : Prix Haendel
- 2018 : BET Black Girls Rock - Prix de la légende vivante

## Chorégraphies
Parmi une liste non exhaustive : 
- Divining (1984)
- Forgotten Time (1989)
- Rift (1991)
- Hymn, hommage à Alvin Ailey (1993)
- Riverside (1995)
- Sweet Release (1996)
- Echo : Far From Home (1998)
- Double Exposure (2000)
- Here...Now (2001)
- Love Stories, en collaboration avec Robert Battle et Rennie Harris (2004)
- Reminiscin' (2005)
- Among Us (Private Spaces : Public Places) (2009)

## Publication
- (en-US) Dancing spirit : an autobiography, Judith Jamison et Howard Kaplan, Doubleday, 1993,  (ISBN 9780385425575).